# Pamiat Timiriazeva
Pamyat Timiryazeva en ruso: Память Тимирязева es una variedad cultivar de ciruelo (Prunus domestica), de las denominadas ciruelas europeas,
una variedad de ciruela obtenida en el "Instituto Panruso de Selección y Tecnología de Horticultura y Viveros". Las frutas tienen un tamaño mediano, de forma obovada como un barril, el color principal base de la piel es amarillo, el color que lo cubre es rojo, no uniforme, con puntos subcutáneos rojos, concentrados en el lado soleado del fruto, no hay pubescencia, hay una capa de pruina débil, y pulpa de color amarilla, la consistencia es de grano fino, la densidad es alta, la jugosidad es media, el contenido de azúcar y el aroma de la pulpa son medios.

## Sinonimia
- "Память Тимирязева",
- "Memoria de Timiryazev",
- "Pamyat Timiryazeva",
- "Pamjat Timirjazeva",
- "Слива Память Тимирязева",
- "Sliva Pamyat Timiryazeva".[3][5]

## Historia
'Pamyat Timiryazeva' es una variedad de ciruela que la obtuvo el equipo de obtentores formado por  V.A. Efimov, H.K. Enikeev, y S.N. Satarov en el "Instituto Panruso de Selección y Tecnología de Horticultura y Viveros" mediante la polinización de la la variedad 'Victoria' como "Parental Madre" x el polen de la variedad 'Skorospelka Krasnaya' como "Parental Padre".
'Pamyat Timiryazeva' está inscrita en el Registro Estatal desde 1959 para las regiones del Volga Central y Medio.

## Características
'Pamyat Timiryazeva' es un árbol de mediana altura, que tiene la copa redonda, similar a un arbusto, la densidad y el follaje son promedio. El brote es marrón claro, pubescente. Las yemas son de tamaño inferior al promedio, ligeramente desviadas del brote. La lámina de la hoja es obovada, de color verde claro, el grosor es promedio, la superficie es ligeramente arrugada, no hay pubescencia en la parte superior, pero sí en la inferior, el borde es dentado. El pecíolo es de longitud media, tiene glándulas. Los pétalos de la flor no están cerrados, hay 21 estambres, el estigma del pistilo se encuentra por encima de los estambres, el ovario está desnudo, el cáliz tiene forma de copa, el pedúnculo es de longitud media, pubescente. Florece y fructifica en brotes de un año y ramitas de ramo. El período de floración es del 13 al 22 de mayo. Variedad autofértil, con un rendimiento de cosecha superior a la media.
'Pamyat Timiryazeva' tiene frutos de tamaño mediano, los frutos pesan un promedio de 22 gr, de forma obovada como un barril, el color principal base de la piel es amarillo, el color que lo cubre es rojo, no uniforme, con puntos subcutáneos rojos, concentrados en el lado soleado del fruto, no hay pubescencia, hay una capa de pruina débil; la parte superior y la base son ovaladas, la sutura ventral está poco desarrollada; el aspecto del fruto es bueno; longitud del pedúnculo es media; la pulpa es de color amarilla, la consistencia es de grano fino, la densidad es alta, la jugosidad es media, el contenido de azúcar y el aroma de la pulpa son medios. La calificación de sabor es de 4.2 puntos. Composición química de la piel y la pulpa: contenido de materia seca - 15%, ácidos libres - 1.4%, azúcares - 9.3%, ácido ascórbico - 11 mg / 100 gr.
Hueso es semi adherente, se separa fácilmente de la pulpa, con forma ovalada.
El fruto madura en la tercera decena de agosto y la primera de septiembre en las regiones del Volga Central y Medio. El fruto se desprende del pedúnculo seco. Alta transportabilidad.

## Usos
Una variedad de frutos cuyo principal propósito es para consumo en fresco. También producen buen jugo con pulpa, mermelada y conservas.

## Susceptibilidades
Los daños a los brotes por las heladas invernales son superiores a la media, mientras que las ramas y los botones florales son normales. La resistencia a la sequía es media. 
Se ve ligeramente afectada por enfermedades (clasterosporium y podredumbre del fruto) (0-1,5 puntos) y moderadamente afectada por plagas (2,5-3 puntos). 
Apta para producción y jardinería intensiva. 
Ventajas de la variedad: buena calidad de los frutos, autofertilidad, buena capacidad de recuperación.
Desventajas: resistencia invernal insuficiente, daños importantes por ácaros.